# الهولوكوست في بوهيميا ومورافيا

الاحتلال الألماني لتشيكوسلوفاكيا 1938-1939

أدى الهولوكوست في بوهيميا ومورافيا إلى ترحيل أغلب السكان اليهود ما قبل الحرب العالمية الثانية وتشريدهم وقتلهم في أراضي التشيك التي ضُمّت إلى ألمانيا النازية بين عامي 1939 و1945.
قبل الهولوكوست، كان يهود بوهيميا من بين الجاليات اليهودية الأكثر اندماجًا واستيعابًا في أوروبا؛ كان الانحياز المعادي للسامية أقل إفصاحًا عنه من أي مكان في القارّة. فُرضت أول قوانين معادية لليهودية في تشيكوسلوفاكيا بعد معاهدة ميونيخ لعام 1938 والاحتلال الألماني لإقليم السوديت. في شهر مارس من عام 1939، غزت ألمانيا باقي أراضي التشيك مثل محمية بوهيميا ومورافيا وضمتها جزئيًّا. تبع ذلك المزيد من الإجراءات المعادية لليهودية فرضتها سلطة المحمية بشكل رئيسي (التي شملت مسؤولي ألمانيا والتشيك). جُرّد اليهود من وظائفهم وملكياتهم، وأُلزموا بأداء الأعمال القسرية، وخضعوا لقواعد تمييزية تضمنت، في شهر سبتمبر من عام 1941، ضرورة ارتداء نجمة صفراء. طُرد الكثيرون من بيوتهم وجُمِّعوا في منازل رديئة.
من بين السكان ما قبل الاحتلال البالغ عددهم 118,310، تمكن نحو 30,000 يهودي من الهجرة. جرى ترحيل أغلب اليهود المتبقين إلى المناطق التي تسيطر عليها النازية، بدءًا من شهر أكتوبر في عام 1939 كجزء من خطة نيسكو. في شهر أكتوبر من عام 1941، بدأت عمليات الترحيل الجماعي لليهود المحميين، إلى حي لودو اليهودي بشكل مبدئي. منذ شهر نوفمبر من عام 1941، اتجهت عمليات النقل إلى معسكر اعتقال تيريزينشتات في المحمية، الذي كان بالنسبة إلى الأغلبية نقطة توقف مؤقتة قبل الترحيل إلى غَيتات أخرى، وإلى معسكرات الإبادة، ومواقع أخرى للقتل في الشرق. بحلول منتصف عام 1943، كان أغلب اليهود المتبقين في المحمية قد انخرطوا في زيجات مختلطة، الأمر الذي أعفاهم من الترحيل.
قُتل في الهولوكوست نحو 80,000 يهودي من بوهيميا ومورافيا. بعد الحرب، واجه اليهود الناجون -خاصةً أولئك الذين اعتُبروا من الألمان قبل الحرب- عقباتٍ في استعادة ممتلكاتهم والضغط من أجل الاندماج في الأغلبية التشيكية. هاجر أغلب اليهود ورُحّل البعض كجزء من طرد الألمان من تشيكوسلوفاكيا. قُمعت ذكرى الهولوكوست في تشيكوسلوفاكيا الشيوعية، لكنها عاودت الظهور في الخطاب العام بعد سقوط الستار الحديدي في عام 1989.

## الخلفية
تأسست المجتمعات اليهودية الأولى في بوهيميا ومورافيا على الأرجح بحلول القرن الحادي عشر، وذلك أثناء حكم سلالة برميسل. طُرد اليهود من أغلب المدن الملكية في القرنين الخامس عشر والسادس عشر بناء على طلب أبناء الوطن بسبب الصراعات الاقتصادية والتوترات الدينية. منذ عام 1526، كانت بوهيميا ومورافيا تحت حكم ملكية هابسبورغ. في عام 1557، طرد فرديناند الأول اليهودَ من بوهيميا، دون مورافيا، رغم أن هذا القرار لم يُنفَّذ بشكل كامل قط. مُنحت حرية الإقامة التامة في عام 1623، لكن قانون الأسرة (الذي سرى بين عامَي 1726 و1848) نقض ذلك، إذ قُيّد الاستيطان اليهودي بـ8,541 عائلة في بوهيميا و5,106 عائلات في مورافيا. هاجر بعض اليهود وتوزَّع آخرون على القرى الصغيرة كي يتجنبوا القيود المفروضة. مُنحت المساواة القانونية لليهود التشيكيين في سلسلة من الإصلاحات بين عامَي 1841 و1867. في أواخر القرن التاسع عشر وبدايات القرن العشرين، انتقل آلاف اليهود من القرى والبلدات الصغيرة إلى العاصمة براغ وإلى المدن الكبيرة الأخرى في بوهيميا ومورافيا.
تحدث أغلب اليهود في بوهيميا ومورافيا الألمانيةَ بصفتها لغتهم الرئيسة وانخرطوا في الحضارة الألمانية في وقتٍ ازداد فيه النزاع القومي بين الألمان والتشيكيين في القرن التاسع عشر. مع مرور الوقت، تحوَّل العديد من اليهود إلى اللغة التشيكية، والتي شكّلت الأغلبية العظمى حسب إحصائيات عام 1910، ولكن بقيت الألمانية مفضلةً لدى اليهود الذين يقطنون مورافيا وسيليزيا التشيكية. بعد نهاية الحرب العالمية الأولى في عام 1918، أصبحت بوهيميا ومورافيا -بما فيها إقليم السوديت الحدودي ذي الأغلبية العرقية الألمانية- جزءًا من دولة تشيكوسلوفاكيا الجديدة. من بين السكان البالغ عددهم 10 ملايين الذين يقطنون الأراضي التشيكية بما فيها السوديت، شكّل اليهود نسبة 1 بالمئة (117,551) تقريبًا وفقًا لإحصائية عام 1930. في ذلك الوقت، قطن أغلب اليهود المدن الكبيرة مثل براغ (35,403 يهوديين، شكّلوا نسبة 4.2 بالمئة من السكان)، وبرنو (11,103 يهوديين، 4.2 بالمئة)، ومورافسكا أوسترافا (6,865، 5.5 بالمئة).
بين عامَي 1917 و1920، حدثت أعمال شغب معادية لليهود وتعرّض العديد منهم للإجحاف في حياتهم اليومية. كانت معاداة السامية في الأراضي التشيكية أقل وطأة من أي مكان في أوروبا الوسطى والشرقية وأصبحت ظاهرة مهمشة بعد عام 1920. بعد التراجع الحاد في ممارسة الشعائر الدينية في القرن التاسع عشر، كان أغلب اليهود البوهيميين غير مكترثين للدين، لكن كان ذلك أقل فعليًا في مورافيا. سهّلت العلمانية الاندماج بين كلٍّ من اليهود وغير اليهود. كان لدى يهود بوهيميا المعدل الأعلى من الزواج بين الأعراق في أوروبا؛ بين عامَي 1928 و1933، اتخذ 43.8 بالمئة من اليهود البوهيميين و30 بالمئة من اليهود المورافيين شريكًا غير يهودي. أدى معدل الاندماج العالي لاحقًا إلى صعوبات في تحديد اليهود التشيكيين الذين سيخضعون للترحيل والقتل.

## الضم الألماني
استقبلت تشيكوسلوفاكيا آلاف اليهود الألمان الفارّين من ألمانيا بعد استيلاء النازيين على السلطة في عام 1933، ولم يعُد الاضطهاد العنصري سببًا لمنح اللجوء بعد عام 1935. في الوقت ذاته، كانت معاداة السامية في أوجها في تشيكوسلوفاكيا. في شهر فبراير من عام 1938، طُرد العديد من اليهود ذوي الجنسية البولندية، بمن فيهم أصحاب الإقامة طويلة الأمد، إلى بولندا من مورافسكا أوسترافا. أعادت الشرطة البولندية بعضًا منهم، وتُرك آخرون على الحدود حيث لقي البعض حتفهم. بعد الضم الألماني للنمسا في شهر مارس من عام 1938، مُنع دخول جميع اللاجئين النمساويين. نُقل اليهود البولنديون المطرودون من النمسا إلى الحدود البولندية.
في شهر سبتمبر من عام 1938، أدت معاهدة ميونيخ إلى ضم إقليم السوديت إلى ألمانيا. فرّ نحو 200,000 شخص أو تعرضوا للطرد من المناطق المضمومة إلى الأراضي المتبقية من تشيكوسلوفاكيا، وشمل ذلك أكثر من 90 بالمئة من المواطنين اليهود البالغ عددهم 30,000. حاولت السلطات التشيكوسلوفاكية منع اليهود من عبور الحدود الجديدة رغم أن معاهدة ميونيخ قد منحتهم خيارَ الاحتفاظ بجنسيتهم التشيكوسلوفاكية. اضطرّ بعض اللاجئين اليهود إلى الانتظار على الحدود لعدة أيام. على الرغم من استقبال اللاجئين ذوي العرق التشيكي وإدماجهم، فقد تم الضغط على اليهود والألمان المعادين للفاشية كي يغادروا على الفور. ساهم وصول اللاجئين اليهود المتحدثين بالألمانية في حدوث زيادة بحركة معاداة السامية في بقايا دولة تشيكوسلوفاكيا، وارتبط الأمر مع تعريف جديد للقومية والجنسية التي أصبحت محصورة بالعرق.
في منتصف شهر ديسمبر، أعلن رودولف بيران، وهو رئيس وزراء حكومة الجمهورية التشيكوسلوفاكية الثانية ذات الطبيعة الاستبدادية والقومية الإثنية، أنه كان عازمًا على «حل المسألة اليهودية». في شهر يناير من عام 1939، أُصدر أمرٌ بترحيل اليهود الذين هاجروا إلى تشيكوسلوفاكيا، ومن ضمنهم المواطنون المتجنّسون. كان على الأجانب الذين لم يحملوا العرق التشيكي أو السلوفاكي أو الروسيني أن يغادروا البلاد خلال ستة أشهر، وقد رُفضت الجنسية التشيكوسلوفاكية لليهود اللاجئين من السوديت بصورة منهجية.